# Io noi
Io noi è un album in studio del cantautore italiano Paolo Vallesi, pubblicato nel 2022.

## Descrizione
Un doppio album per festeggiare i 30 anni di carriera, un disco di inediti Io e il secondo di duetti Noi. Tutti i brani inediti sono scritti da Paolo Vallesi.

## Tracce
CD1 (Io)
1. Bentornato
2. Canzone d’amore
3. Dimentica
4. Tra una storia e un’altra storia
5. Estate 2016
6. Meglio di niente
7. Come brina d’Agosto
8. Ritrovarsi ancora
9. È bastato un momento
10. Giovane per sempre

CD2 (Noi)
1. La forza della vita (feat. Gianni Morandi)
2. Le persone inutili (feat. Enrico Ruggeri)
3. Non andare via (feat. Gigi D'Alessio)
4. Grande (feat. Dolcenera)
5. Non mi tradire (feat. I Legno)
6. Il cielo di Firenze (feat. Marco Masini)
7. Sempre (feat. Danti)
8. Pace (feat. Amara)
9. Le fughe annerite delle mattonelle (inedito) (feat. Leonardo Pieraccioni)